# Qatar ExxonMobil Open 2008 - Qualificazioni singolare
Le qualificazioni del singolare  del Qatar ExxonMobil Open 2008 sono state un torneo di tennis preliminare per accedere alla fase finale della manifestazione. I vincitori dell'ultimo turno sono entrati di diritto nel tabellone principale. In caso di ritiro di uno o più giocatori aventi diritto a questi sono subentrati i lucky loser, ossia i giocatori che hanno perso nell'ultimo turno ma che avevano una classifica più alta rispetto agli altri partecipanti che avevano comunque perso nel turno finale.
Le qualificazioni del torneo Qatar ExxonMobil Open  2008 prevedevano 32 partecipanti di cui 4 sono entrati nel tabellone principale.

## Teste di serie
1. Federico Luzzi (primo turno)
2. Alberto Martín (Qualificato)
3. Lukáš Dlouhý (secondo turno)
4. Wesley Moodie (ultimo turno)

1. Christophe Rochus (Qualificato)
2. Serhij Stachovs'kyj (ultimo turno)
3. Michael Lammer (ultimo turno)
4. Benedikt Dorsch (Qualificato)

## Qualificati
1. Sébastien de Chaunac
2. Alberto Martín

1. Benedikt Dorsch
2. Christophe Rochus

## Tabellone

### Legenda
| - Q = Qualificato - WC = Wild card - LL = Lucky loser | - ALT = Alternate - SE = Special Exempt - PR = Protected Ranking | - w/o = Walkover - r = Ritirato - d = Squalificato |

### Sezione 1
|  | Primo turno          | Primo turno          | Primo turno          | Primo turno | Primo turno |  |  | Secondo turno        | Secondo turno        | Secondo turno        | Secondo turno  | Secondo turno |   |   | Ultimo turno | Ultimo turno         | Ultimo turno | Ultimo turno | Ultimo turno |  |
|  |                      |                      |                      |             |             |  |  |                      |                      |                      |                |               |   |   |              |                      |              |              |              |  |
|  |                      | Gianluca Naso        | 6                    | 4           | 6           |  |  |                      |                      |                      |                |               |   |   |              |                      |              |              |              |  |
|  | 1                    | Federico Luzzi       | 1                    | 6           | 0           |  |  | Gianluca Naso        | Gianluca Naso        | Gianluca Naso        | 2              | 5             |   |   |              |                      |              |              |              |  |
|  | Sébastien de Chaunac | Sébastien de Chaunac | Sébastien de Chaunac | 7           | 7           |  |  | Sébastien de Chaunac | Sébastien de Chaunac | Sébastien de Chaunac | 6              | 7             |   |   |              |                      |              |              |              |  |
|  | Adrian Ungur         | Adrian Ungur         | Adrian Ungur         | 5           | 5           |  |  |                      |                      |                      |                |               |   |   |              | Sébastien de Chaunac | 6            | 62           | 7            |  |
|  | Francesco Aldi       | Francesco Aldi       | 3                    | 6           | 6           |  |  |                      |                      | 7                    | Michael Lammer | 3             | 7 | 5 |              |                      |              |              |              |  |
|  | Mariusz Fyrstenberg  | Mariusz Fyrstenberg  | 6                    | 1           | 1           |  |  |                      | Francesco Aldi       | 6                    | 2              | 2             |   |   |              |                      |              |              |              |  |
|  | 7                    | Michael Lammer       | Michael Lammer       | 6           | 6           |  |  | 7                    | Michael Lammer       | 1                    | 6              | 6             |   |   |              |                      |              |              |              |  |
|  |                      | Tom Krug             | Tom Krug             | 1           | 0           |  |  |                      |                      |                      |                |               |   |   |              |                      |              |              |              |  |

### Sezione 2
|  | Primo turno         | Primo turno         | Primo turno         | Primo turno | Primo turno |  |  | Secondo turno | Secondo turno       | Secondo turno       | Secondo turno       | Secondo turno       |   |   | Ultimo turno | Ultimo turno   | Ultimo turno   | Ultimo turno | Ultimo turno |  |
|  |                     |                     |                     |             |             |  |  |               |                     |                     |                     |                     |   |   |              |                |                |              |              |  |
|  | 2                   | Alberto Martín      | 7                   | 2           | 6           |  |  |               |                     |                     |                     |                     |   |   |              |                |                |              |              |  |
|  |                     | George Bastl        | 65                  | 6           | 1           |  |  | 2             | Alberto Martín      | Alberto Martín      | 6                   | 7                   |   |   |              |                |                |              |              |  |
|  | Omar Awadhy         | Omar Awadhy         | Omar Awadhy         | 6           | 6           |  |  |               | Omar Awadhy         | Omar Awadhy         | 3                   | 5                   |   |   |              |                |                |              |              |  |
|  | Khalid Al Nabhani   | Khalid Al Nabhani   | Khalid Al Nabhani   | 4           | 0           |  |  |               |                     |                     |                     |                     |   |   | 2            | Alberto Martín | Alberto Martín | 6            | 6            |  |
|  | Artem Sitak         | Artem Sitak         | Artem Sitak         | 6           | 6           |  |  |               |                     | 6                   | Serhij Stachovs'kyj | Serhij Stachovs'kyj | 3 | 4 |              |                |                |              |              |  |
|  | Mohammed Al Nabhani | Mohammed Al Nabhani | Mohammed Al Nabhani | 0           | 4           |  |  |               | Artem Sitak         | Artem Sitak         | 2                   | 1                   |   |   |              |                |                |              |              |  |
|  | 6                   | Serhij Stachovs'kyj | Serhij Stachovs'kyj | 6           | 6           |  |  | 6             | Serhij Stachovs'kyj | Serhij Stachovs'kyj | 6                   | 6                   |   |   |              |                |                |              |              |  |
|  |                     | Gregory Howe        | Gregory Howe        | 1           | 2           |  |  |               |                     |                     |                     |                     |   |   |              |                |                |              |              |  |

### Sezione 3
|  | Primo turno    | Primo turno      | Primo turno      | Primo turno | Primo turno |  |  | Secondo turno | Secondo turno   | Secondo turno   | Secondo turno   | Secondo turno   |   |   | Ultimo turno | Ultimo turno   | Ultimo turno   | Ultimo turno | Ultimo turno |  |
|  |                |                  |                  |             |             |  |  |               |                 |                 |                 |                 |   |   |              |                |                |              |              |  |
|  | 3              | Lukáš Dlouhý     | Lukáš Dlouhý     | 6           | 6           |  |  |               |                 |                 |                 |                 |   |   |              |                |                |              |              |  |
|  |                | Philip Davydenko | Philip Davydenko | 2           | 0           |  |  | 3             | Lukáš Dlouhý    | 4               | 6               | 2               |   |   |              |                |                |              |              |  |
|  | Nenad Zimonjić | Nenad Zimonjić   | Nenad Zimonjić   | 6           | 6           |  |  |               | Nenad Zimonjić  | 6               | 3               | 6               |   |   |              |                |                |              |              |  |
|  | Simon Aspelin  | Simon Aspelin    | Simon Aspelin    | 4           | 3           |  |  |               |                 |                 |                 |                 |   |   |              | Nenad Zimonjić | Nenad Zimonjić | 4            | 3            |  |
|  | Alberto Brizzi | Alberto Brizzi   | Alberto Brizzi   | 6           | 6           |  |  |               |                 | 8               | Benedikt Dorsch | Benedikt Dorsch | 6 | 6 |              |                |                |              |              |  |
|  | Artur Chernov  | Artur Chernov    | Artur Chernov    | 4           | 2           |  |  |               | Alberto Brizzi  | Alberto Brizzi  | 4               | 2               |   |   |              |                |                |              |              |  |
|  | 8              | Benedikt Dorsch  | Benedikt Dorsch  | 6           | 6           |  |  | 8             | Benedikt Dorsch | Benedikt Dorsch | 6               | 6               |   |   |              |                |                |              |              |  |
|  |                | Andis Juška      | Andis Juška      | 2           | 4           |  |  |               |                 |                 |                 |                 |   |   |              |                |                |              |              |  |

### Sezione 4
|  | Primo turno       | Primo turno       | Primo turno       | Primo turno | Primo turno |  |  | Secondo turno | Secondo turno     | Secondo turno     | Secondo turno     | Secondo turno     |   |   | Ultimo turno | Ultimo turno  | Ultimo turno  | Ultimo turno | Ultimo turno |  |
|  |                   |                   |                   |             |             |  |  |               |                   |                   |                   |                   |   |   |              |               |               |              |              |  |
|  | 4                 | Wesley Moodie     | Wesley Moodie     | 6           | 6           |  |  |               |                   |                   |                   |                   |   |   |              |               |               |              |              |  |
|  |                   | Ahmed Abdrabuh    | Ahmed Abdrabuh    | 0           | 0           |  |  | 4             | Wesley Moodie     | 6                 | 7                 | 6                 |   |   |              |               |               |              |              |  |
|  | Farruch Dustov    | Farruch Dustov    | Farruch Dustov    | 6           | 6           |  |  |               | Farruch Dustov    | 7                 | 64                | 4                 |   |   |              |               |               |              |              |  |
|  | Christopher Kas   | Christopher Kas   | Christopher Kas   | 2           | 1           |  |  |               |                   |                   |                   |                   |   |   | 4            | Wesley Moodie | Wesley Moodie | 3            | 4            |  |
|  | František Čermák  | František Čermák  | František Čermák  | 6           | 6           |  |  |               |                   | 5                 | Christophe Rochus | Christophe Rochus | 6 | 6 |              |               |               |              |              |  |
|  | Alexander Mityaev | Alexander Mityaev | Alexander Mityaev | 1           | 3           |  |  |               | František Čermák  | František Čermák  | 64                | 1                 |   |   |              |               |               |              |              |  |
|  | 5                 | Christophe Rochus | Christophe Rochus | 6           | 7           |  |  | 5             | Christophe Rochus | Christophe Rochus | 7                 | 6                 |   |   |              |               |               |              |              |  |
|  |                   | Rogier Wassen     | Rogier Wassen     | 0           | 64          |  |  |               |                   |                   |                   |                   |   |   |              |               |               |              |              |  |